# Interstate A-1
Die Interstate A-1 ist ein Interstate Highway in Alaska.

## Verlauf
Der A-1-Interstate-Highway ist 656,98 Kilometer (408,23 Meilen) lang. Südlich beginnt er in Anchorage und er verläuft an die kanadische Grenze nach Alcan Border.

### Teilabschnitte
Wichtige Teilhighways sind der Glenn Highway, Richardson Highway, Tok Cut-Off und der Alaska Highway.

## Geschichte
Der Highway wurde 1976 eröffnet.